# Fleurines
Fleurines é uma comuna francesa na região administrativa de Altos da França, no departamento de Oise. Estende-se por uma área de 11,95 km². Em 2010 a comuna tinha 2 018 habitantes (densidade: 168,9 hab./km²).